# Köniz
Köniz település Svájcban, Bern kantonban. Lakosainak száma 41 784 fő (2018. december 31.). Köniz Bern, Kehrsatz, Muri bei Bern, Neuenegg, Oberbalm, Schwarzenburg, Ueberstorf, Wald (BE), Spiegel, Wabern bei Bern és Liebefeld községekkel határos. A település Bern város agglomerációjába tartozik.

## Közigazgatás
11 kerülete (Quartiere) létezik:
- Gasel
- Liebefeld
- Köniz
- Niederscherli
- Niederwangen
- Oberscherli
- Oberwangen
- Schliern
- Spiegel
- Thörishaus
- Wabern

## Népesség
A település népességének változása:
| Lakosok száma | 2115 | 35 270 | 35 516 | 36 741 | 36 258 | 37 363 | 37 250 | 38 261 | 39 998 | 41 784 |
|               | 1764 | 1983   | 1988   | 1992   | 1996   | 2001   | 2005   | 2009   | 2014   | 2018   |

## Galéria

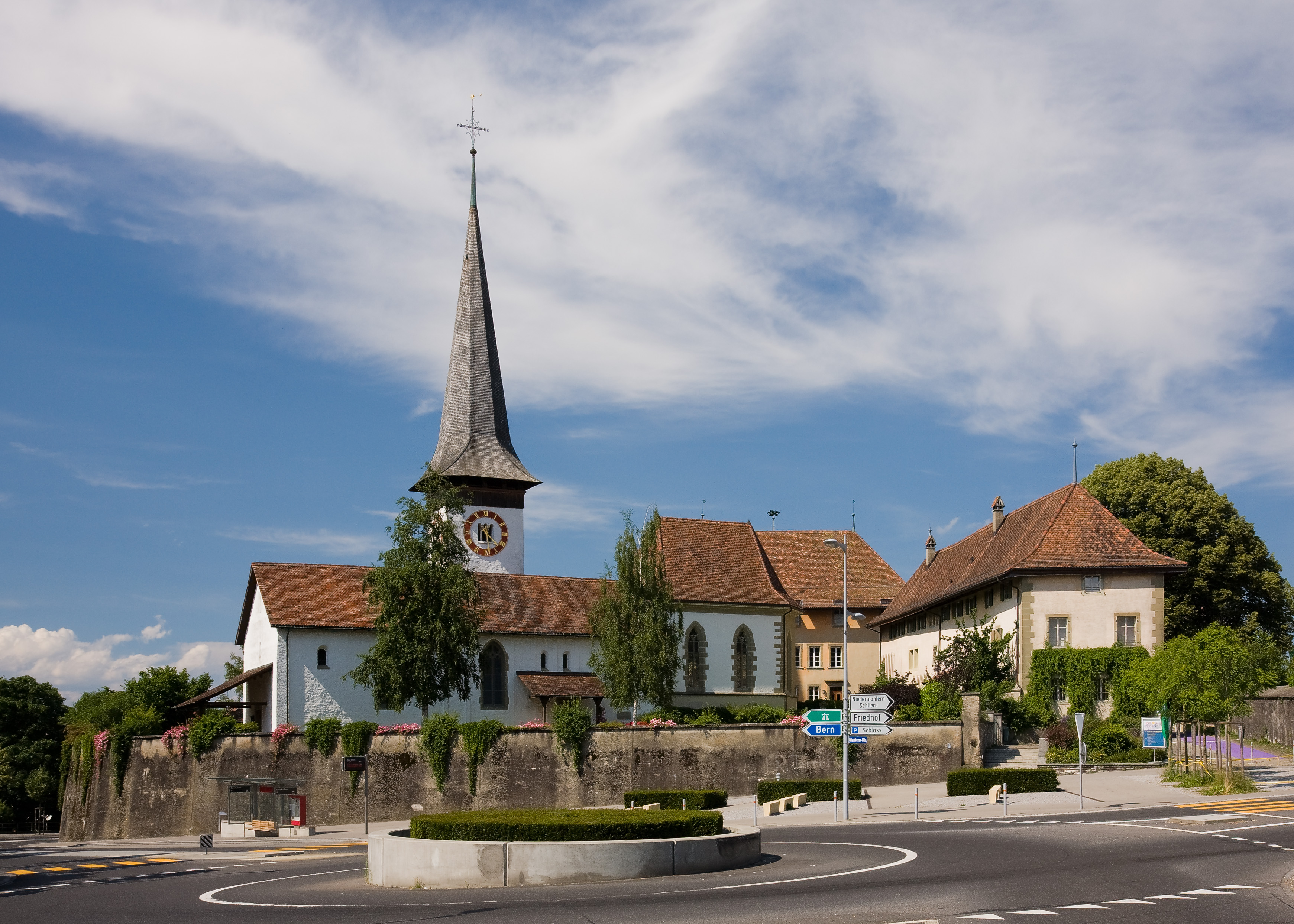
A könizi "kastély", balra a protestáns templom
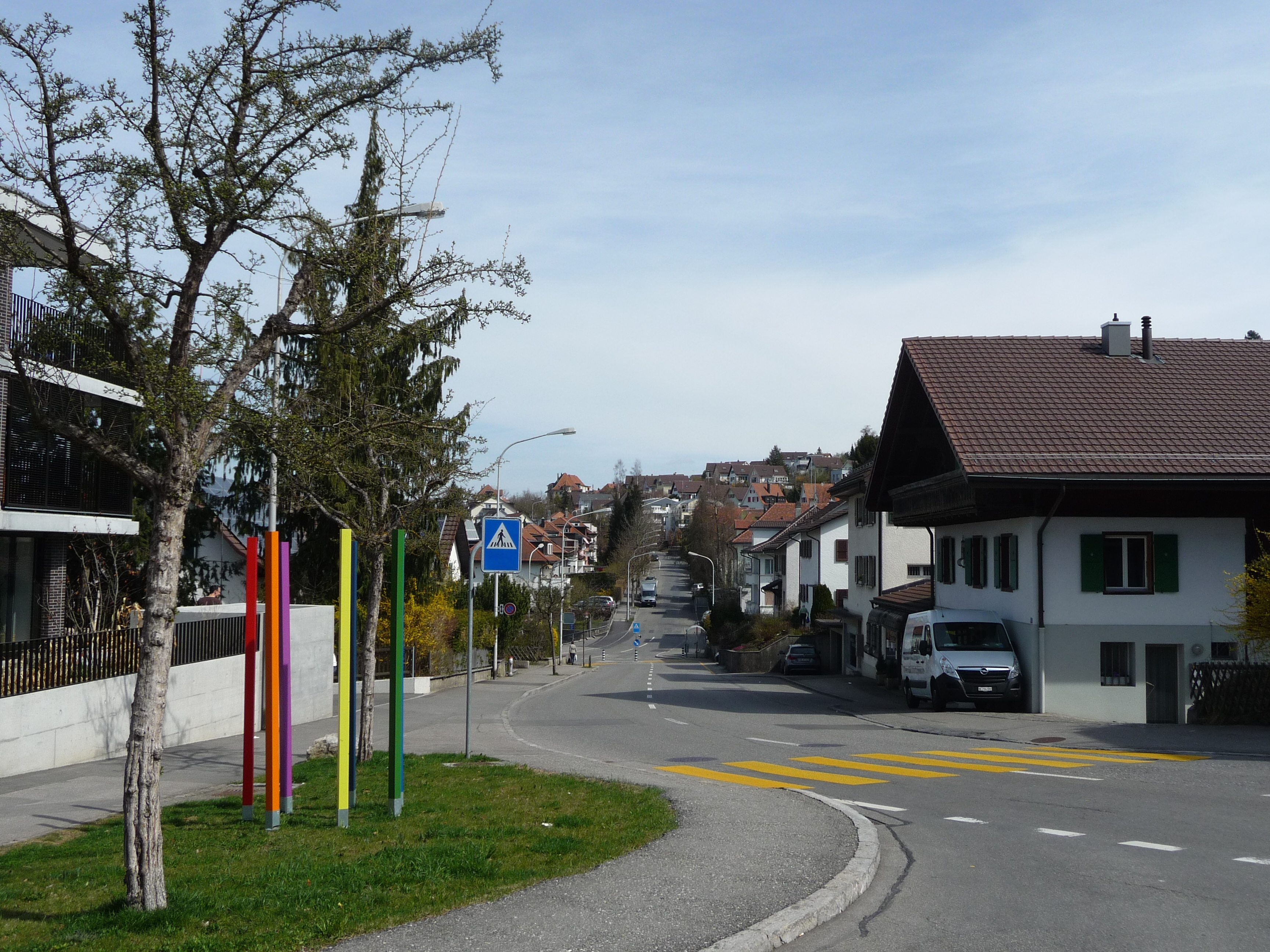
Utcakép
Történelmi kép a városról